# Flugplatz Peine-Eddesse

i7
i11
i13
Der Flugplatz Peine-Eddesse war ein deutscher Verkehrslandeplatz bei Peine im südöstlichen Niedersachsen.
Er liegt 4 NM nördlich der Stadt Peine zwischen dem Flughafen Hannover und dem Flughafen Braunschweig-Wolfsburg in der Gemarkung der Gemeinde Edemissen, Ortsteil Eddesse.

## Geschichte
Der Flugplatz am Berkhöpen wurde 1958 durch Günter Grassmann, Inhaber einer Werkzeugfabrik in Eddesse, als Privatbetrieb eröffnet. Flugbetrieb fand ganzjährig jeden Tag statt; Rundflüge konnten jederzeit im Restaurant gebucht werden. Der Flugplatz Peine-Eddesse zeichnete sich durch den schwierigen Anflug aus. Scherwinde aufgrund des angrenzenden Waldes und verschiedener Baumlichtungen stellten die anfliegenden Piloten immer wieder vor Herausforderungen.
Seit dem 12. April 2010 ist der Flugplatz Peine-Eddesse geschlossen. Laut Landesbehörde für Straßenbau und Verkehr können sich die Erben der Betreiberin nicht untereinander einigen.
Im September 2012 fand auf dem Gelände des Flugplatzes ein Autoslalom des Motorsportclubs Peine statt.

## Lage
Der Flugplatz befand sich zwischen den Ortsteilen Berkhöpen, Eddesse und Klein Eddesse westlich der Kreisstraße 6.

## Nutzung
Der Flugplatz wurde hauptsächlich von Privatpiloten angeflogen. Zudem befand sich auf dem Gelände ein Stützpunkt des Feuerwehr-Flugdienstes. Die Start- und Landebahn war zugelassen für Flugzeuge bis 2000 kg Gewicht, bis 3000 kg nach vorheriger Genehmigung durch die Flugleitung. Gegen Ende seiner Betriebszeit wurde die Nutzung des Flugplatzes in mehreren Etappen eingeschränkt:
- NOTAM E1728/2008: Nachtflug war seit dem 8. Oktober 2008 bis auf weiteres nicht mehr möglich; die generelle Nutzung des Flugplatzes war von den Betriebszeiten abhängig.
- NOTAM E0277/10: Seit Januar 2010 war der Platz nur noch nach vorheriger Anmeldung benutzbar.
- NOTAM E1120/10: Mit sofortiger Wirkung wurde der Flugplatz am 12. April 2010 bis auf weiteres geschlossen.

Seit der Schließung wird das Gelände privat genutzt. Das Betreten des Areals für die Öffentlichkeit ist durch den Betreiber strengstens untersagt worden.